# Schismatorhynchos
Schismatorhynchos es un género de peces de la familia Cyprinidae en el orden de los Cypriniformes.

## Especies
Las especies de este género son:
- Schismatorhynchos endecarhapis Siebert & Tjakrawidjaja, 1998
- Schismatorhynchos heterorhynchos (Bleeker, 1854)
- Schismatorhynchos holorhynchos Siebert & Tjakrawidjaja, 1998
- Schismatorhynchos nukta (Sykes, 1839)